# Douglasville (Georgia)
Douglasville ist eine Stadt und zudem der County Seat des Douglas County im US-Bundesstaat Georgia mit 39.049 Einwohnern (Stand: 1. Juli 2023 (geschätzt)).

## Geographie
Douglasville liegt etwa 20 km westlich von Atlanta.

## Geschichte
Der Ort wurde ursprünglich als Skint Chestnut (= "blanke Kastanie") bezeichnet, da an dieser Stelle eine entrindete Kastanie stand, die als auffälliger Treffpunkt der Indianer diente. 1870 wurde Skint Chestnut zum County Seat des neu gegründeten Douglas County ernannt. Am 25. Februar 1875 wurde der Ort zur Stadt ernannt und nach dem Politiker Stephen A. Douglas in Douglasville umbenannt.
Bereits 1860 sicherte sich die Georgia Western Railroad das Wegerecht zum Bau einer Bahnstrecke von Atlanta über Douglasville nach Birmingham. Der Ausbruch des Sezessionskrieges verhinderte zunächst die weitere Entwicklung. Schließlich wurde durch die Georgia Pacific Railway Company im Mai 1882 zunächst die Strecke nach Atlanta, im November 1883 die Strecke nach Birmingham eröffnet.

## Demographische Daten
Laut der Volkszählung von 2010 verteilten sich die damaligen 30.961 Einwohner auf 11.627 bewohnte Haushalte, was einen Schnitt von 2,58 Personen pro Haushalt ergibt. Insgesamt bestehen 13.163 Haushalte. 
66,2 % der Haushalte waren Familienhaushalte (bestehend aus verheirateten Paaren mit oder ohne Nachkommen bzw. einem Elternteil mit Nachkomme) mit einer durchschnittlichen Größe von 3,18 Personen. In 41,2 % aller Haushalte lebten Kinder unter 18 Jahren sowie in 14,3 % aller Haushalte Personen mit mindestens 65 Jahren.
32,1 % der Bevölkerung waren jünger als 20 Jahre, 31,5 % waren 20 bis 39 Jahre alt, 26,7 % waren 40 bis 59 Jahre alt und 10,7 % waren mindestens 60 Jahre alt. Das mittlere Alter betrug 33 Jahre. 46,8 % der Bevölkerung waren männlich und 53,2 % weiblich.
36,0 % der Bevölkerung bezeichneten sich als Weiße, 55,9 % als Afroamerikaner, 0,2 % als Indianer und 1,8 % als Asian Americans. 3,4 % gaben die Angehörigkeit zu einer anderen Ethnie und 2,8 % zu mehreren Ethnien an. 7,2 % der Bevölkerung bestand aus Hispanics oder Latinos.
Das durchschnittliche Jahreseinkommen pro Haushalt lag bei 48.036 USD, dabei lebten 17,9 % der Bevölkerung unter der Armutsgrenze.

## Sehenswürdigkeiten
Folgende Objekte sind im National Register of Historic Places gelistet:
- Basket Creek Cemetery
- Beulah Grove Lodge No. 372, Free and Accepted York Masons--Pleasant Grove School
- Douglas County Courthouse
- Douglasville Commercial Historic District
- Roberts, Col. William T., House

## Verkehr
Douglasville wird von der Interstate 20, vom U.S. Highway 78 sowie von den Georgia State Routes 5 und 92 durchquert. Der nächste Flughafen ist der Flughafen Atlanta (rund 30 km südöstlich).

## Kriminalität
Die Kriminalitätsrate lag im Jahr 2010 mit 467 Punkten (US-Durchschnitt: 266 Punkte) im durchschnittlichen Bereich. Es gab einen Mord, neun Vergewaltigungen, 36 Raubüberfälle, 163 Körperverletzungen, 221 Einbrüche, 1863 Diebstähle, 89 Autodiebstähle und vier Brandstiftungen.

## Söhne und Töchter der Stadt
- Cary Guffey (* 1972), Schauspieler
- Wade Carpenter (* 1973), Schauspieler

Die Musikband Norma Jean stammt aus Douglasville.